# Мсцигнев
Мсцигнев (пол. Mścigniew) — польский дворянский герб.

## Описание
Щит расчетверен. В 1-м серебряном поле красный шестиконечный крест, у которого недостает правого нижнего кончика; во 2-м голубом — подкова с кавалерским золотым крестом сверху и стрелой в середине, обращенной острием вниз; в 3-м червлёном — серебряная стрела, перекрещенная двумя перекладинами; в 4-м серебряном — на зелёной мураве вооруженный рыцарь с плюмажем на шлеме, опирающийся на меч и прикрывающий грудь щитом.
Щит увенчан дворянскими шлемом и короной. Нашлемник: рука в золотых латах с мечом.

## Герб используют
Франц Дашевский, г. Мсцигнев, подполковник, признан в потомственном дворянском достоинстве Царства Польского в 1838 г. и 09.04.1840 на означенное достоинство жалован дипломом.